# 长梗齿叶冬青
长梗齿叶冬青（学名：Ilex crenata f. longipedunculata）为冬青科冬青属齿叶冬青下的一个变型。

## 扩展阅读
- 維基物種上的相關：长梗齿叶冬青